# Field strip

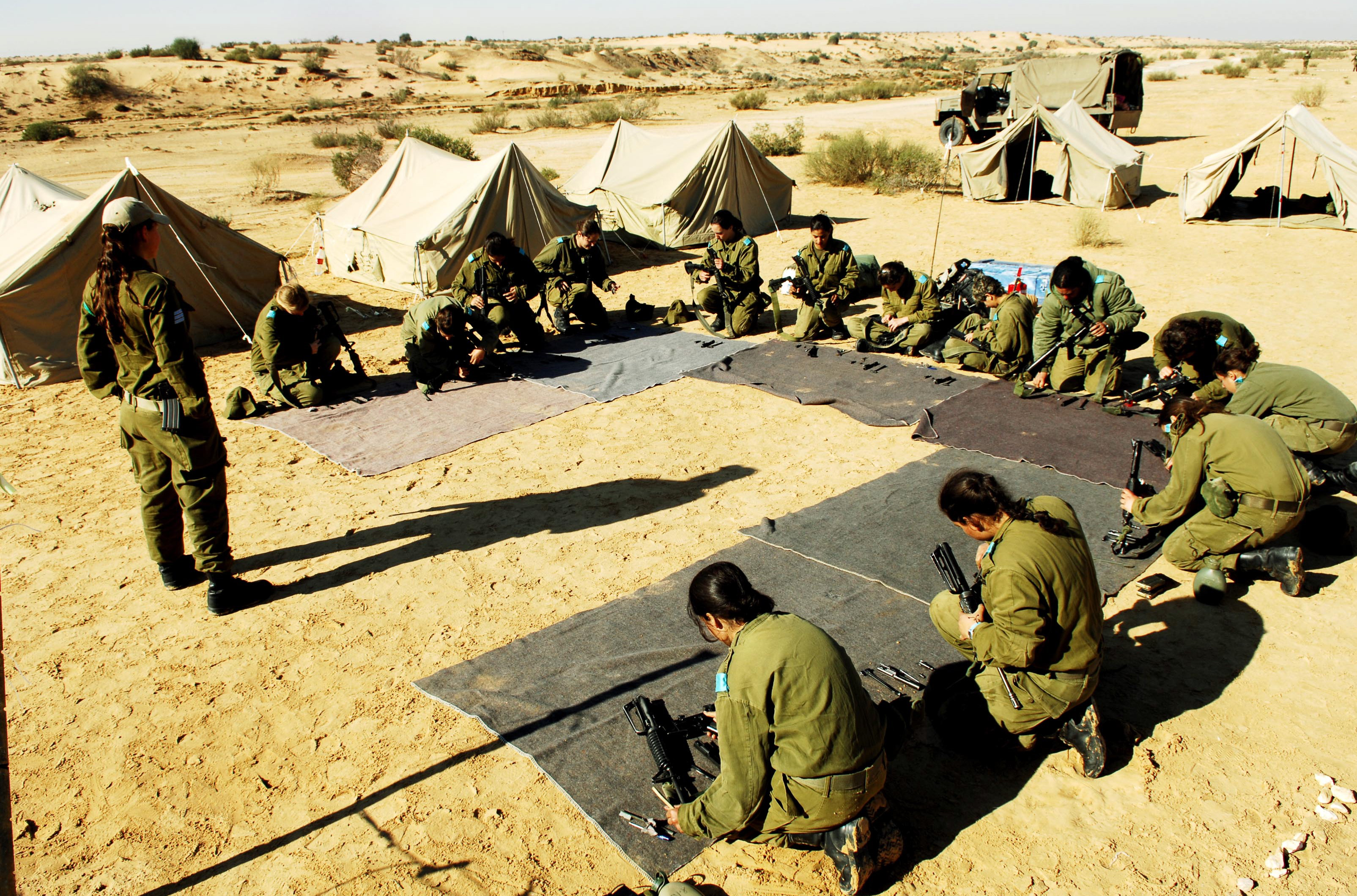
Erlernen des Field strippen während der Grundausbildung bei den IDF

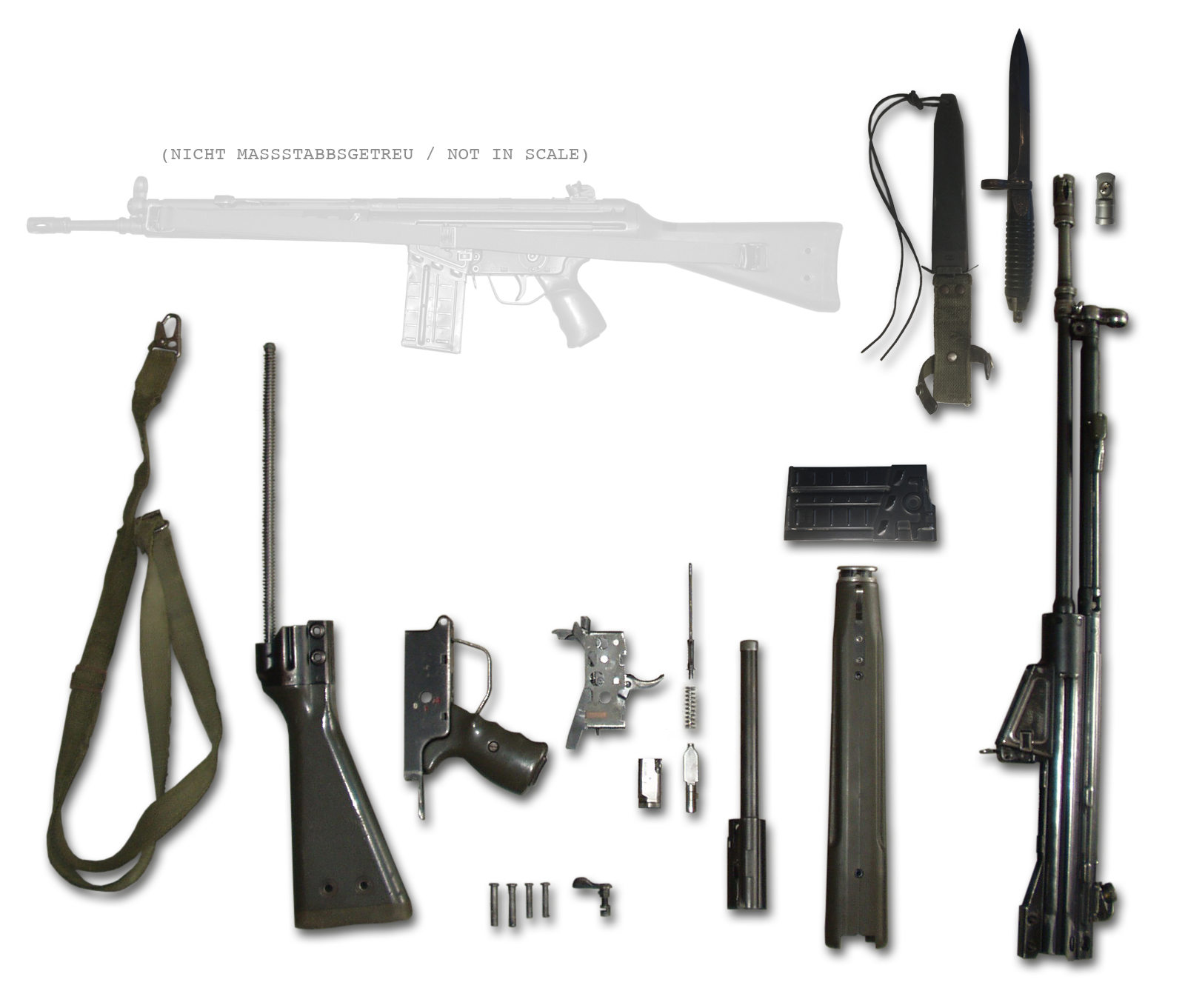
Deutsches Sturmgewehr HK G3 feldmäßig zerlegt

Der Field Strip auch Field stripping (auf deutsch etwa: „Feldzerlegung“) ist ein Fachbegriff aus der Waffentechnik. Er steht für die möglichst weit gehende Demontage einer Waffe (heutzutage meist einer Feuerwaffe) ohne den Einsatz zusätzlicher Werkzeuge. Eine Zerlegung mit speziellen Werkzeugen wird als Detailzerlegung bezeichnet. Diese ist jedoch seltener als die Feldzerlegung, da letztere in den meisten Fällen ausreichend ist. Ein Grundziel des Field Strip ist also mindestens das Zerlegen der Waffe in ihre einzelnen Baugruppen, wie zum Beispiel: Gehäuse – Verschluss – Griffstück – Bodenstück – Handschutz – Magazin.

## Militärische Begriffsdefinition
Der Field Strip, also das Zerlegen (und nachfolgender Wieder-Zusammenbau) einer Waffe im Feld (auch unter Gefechtsbedingungen) dient hauptsächlich der Reinigung – und dadurch dem Erhalt der Einsatzbereitschaft, oder auch der Identifizierung von Schäden (und deren Beseitigung – soweit mit Feldmitteln möglich). Der Field Strip ist ein wesentlicher Bestandteil der Grundausbildung und des generellen militärischen Waffendrill, um die Vertrautheit der Rekruten, bzw. Soldaten mit den persönlich verwendeten Waffen (den so genannten Ordonnanzwaffen) zu steigern, oder auch als Disziplinarmaßnahme.
Da die Feldzerlegung für den Besitzer und Nutzer einer Schusswaffe von elementarer Bedeutung ist, insbesondere im militärischen und behördlichen Bereich, achten Waffenhersteller darauf, den Field strip zweckmäßig und einfach zu gestalten. In einem Fall entschied sich das Los Angeles Police Department gegen den Kauf von Thompson-Maschinenpistolen, hauptsächlich weil andere verfügbare Waffen leichter zu zerlegen waren.
Der Reibert definiert den Field Strip im erweiterten Sinne:
- Die feldmäßige Pflege/Wartung ist der besonderen Verantwortung des einzelnen Soldaten unterstellt.
- Die Waffe ist bei jeder sich bietenden Gelegenheit zu reinigen, wobei nicht immer die gesamte Waffe gereinigt werden muss.
- Vorrangig ist die Pflege der beweglichen Teile, wobei Schmutz und Sand sofort zu entfernen sind.[2]

Die, im Gegensatz zur (im Einsatz, oder nach der Benutzung durchgeführte) Feldzerlegung,  aufwendigere Detailzerlegung wird in den Waffenkammern der Kasernen vom Waffen- und Gerätewart (WuG), oder den ihm unterstellten Mannschaften durchgeführt.

## Hintergrund
Vollständig zusammengebaute (also einsatzbereite) Waffen eignen sich nicht besonders gut zum Reinigen, da nur wenige Teile von außen zugänglich sind. Sie müssen aber wie jede Maschine regelmäßig gereinigt und gewartet werden, um in optimalem Zustand zu bleiben. Zerlegte Waffen können gründlicher untersucht oder gereinigt werden, da die einzelnen Teile voneinander getrennt sind. Eine Zerlegung kann auch sonst unsichtbare Mängel wie Risse, Verformungen oder sonstige Beschädigungen (zum Beispiel am Verschluss oder im Lauf) aufdecken. Übermäßiges Reinigen kann jedoch zu zusätzlichem Verschleiß der Waffe führen.

## Ablauf
Im folgenden der Ablauf eines Field Strip am Beispiel eines HK G3. 
- Magazin entfernen, und durch durchladen (Spannhebel zurückziehen) evtl. in der Waffe befindliche Munition entfernen. Gewehrriemen entfernen. ggf. Mündungsfeuerdämpfer abschrauben.
- durch das Entfernen dreier Haltebolzen werden das Bodenstück mit Schulterstütze und Schließfeder, sowie der vordere Handschutz (am Lauf) entfernt. Die Bolzen sind in die vorgesehenen Halterungen zu stecken (um sie im Gelände nicht zu verlieren)
- durch ziehen eines weiteren Bolzen kann das Griffstück entfernt werden. Soll nur der Verschluss aus der Waffe genommen werden kann das Griffstück am Bolzen nach unten geklappt werden. Griffstück kann durch entfernen des Sicherungshebel weiter zerlegt werden.
- Spannhebel zurückziehen um Verschluss aus der Waffe zu nehmen. Der Verschluss kann weiter in Verschlussträger, Verschlusskopf, Steuerstück, Schlagbolzen, und Schlagbolzenfeder zerlegt werden, um ihn zu reinigen.

Nach der Reinigung/Reparatur beginnt der Wiederzusammenbau in umgekehrter Reihenfolge, danach erfolgt eine Funktionsprüfung.
Gut trainierte Soldaten schaffen das reine Zerlegen und Zusammenbauen des G3 mit verbundenen Augen (oder bei Dunkelheit) in rund zwei Minuten.

## Galerie

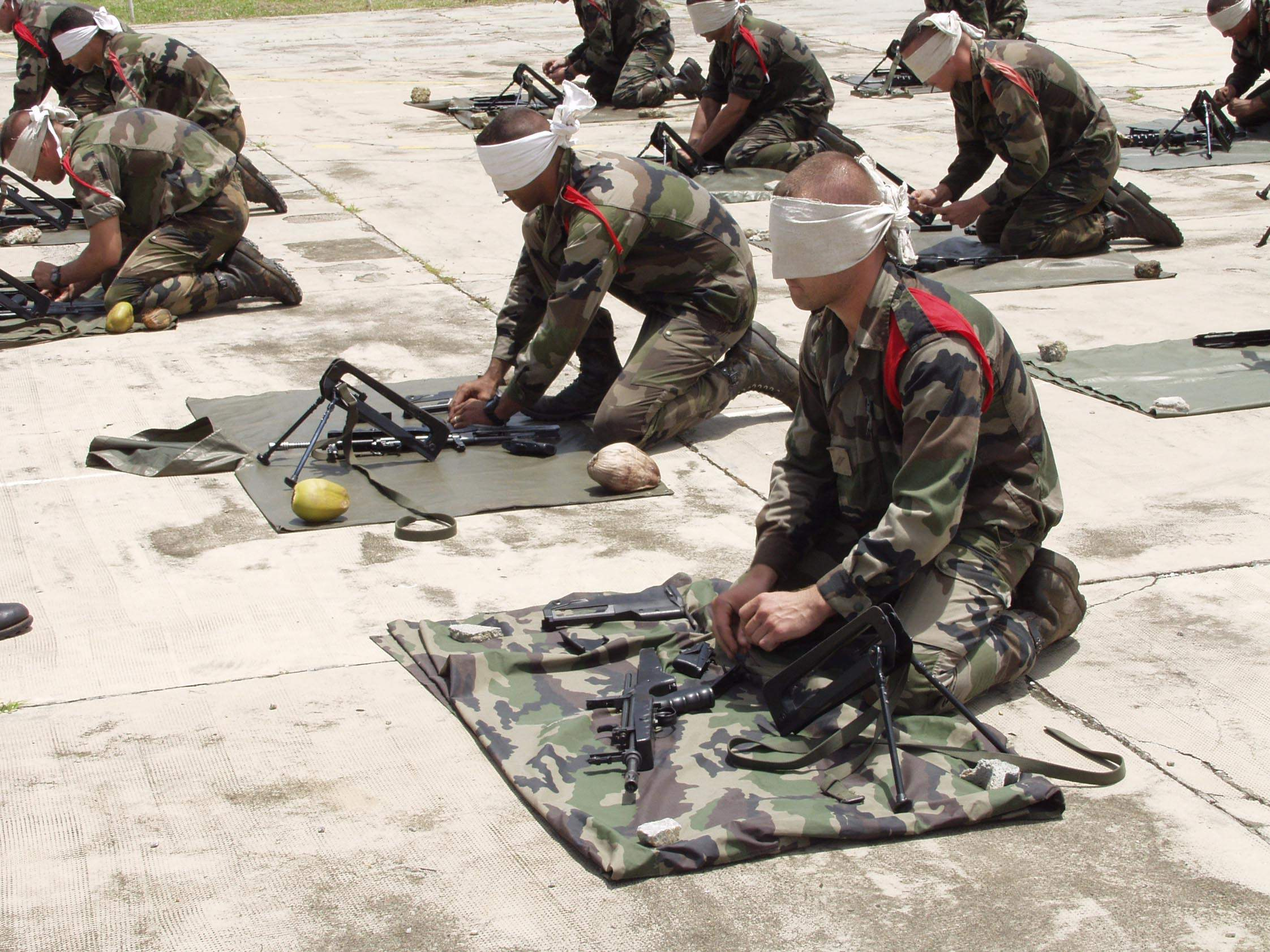
Waffendrill mit verbundenen Augen beim 3. Infanterieregiment der Fremdenlegion
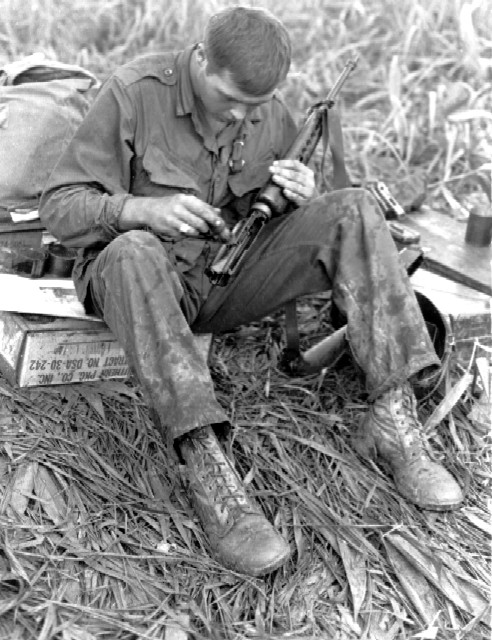
Ein GI reinigt sein M16-Gewehr während eines Einsatzes (Vietnam, Juli 1966)
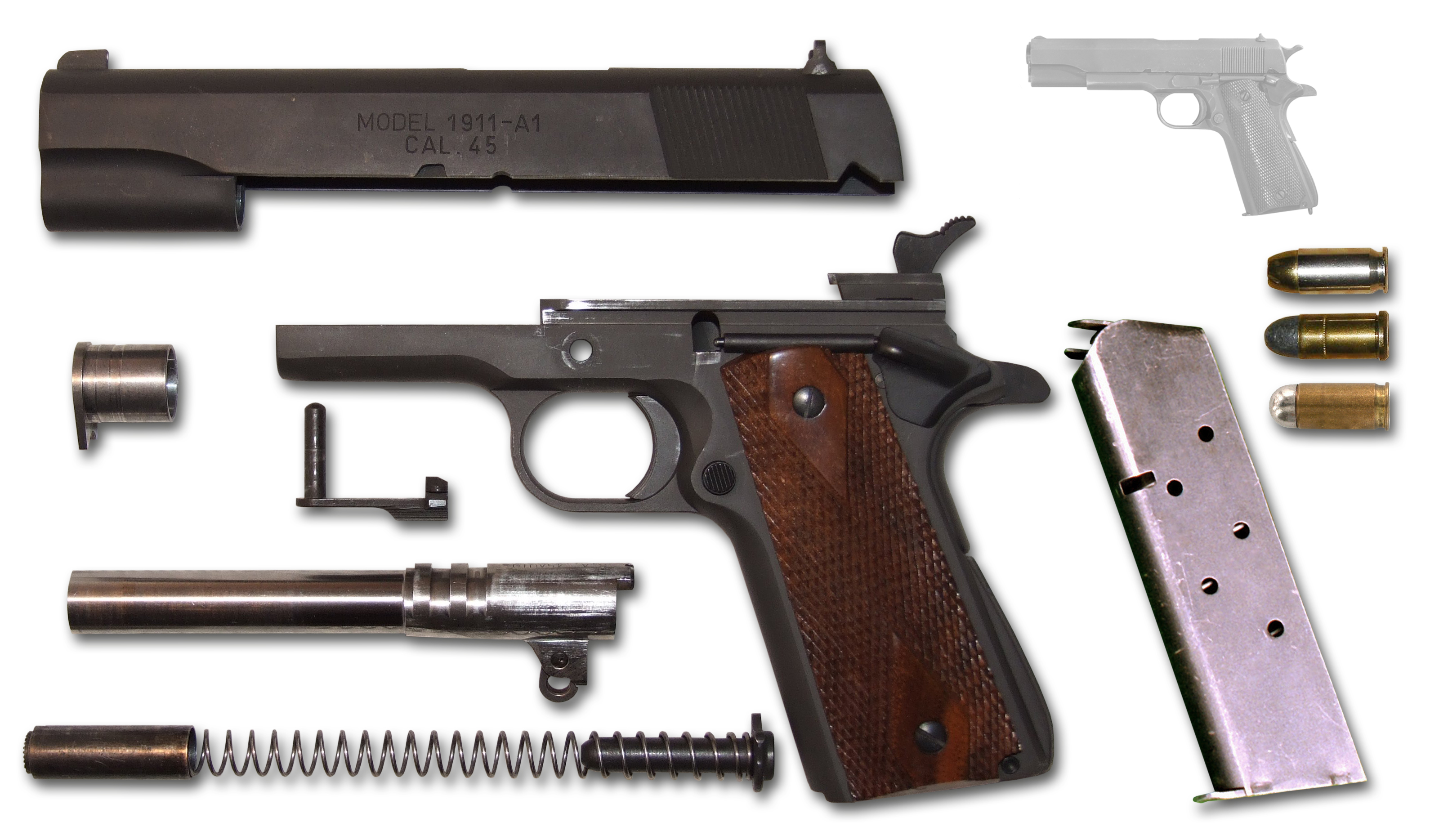
Field strip eines Colt M1911
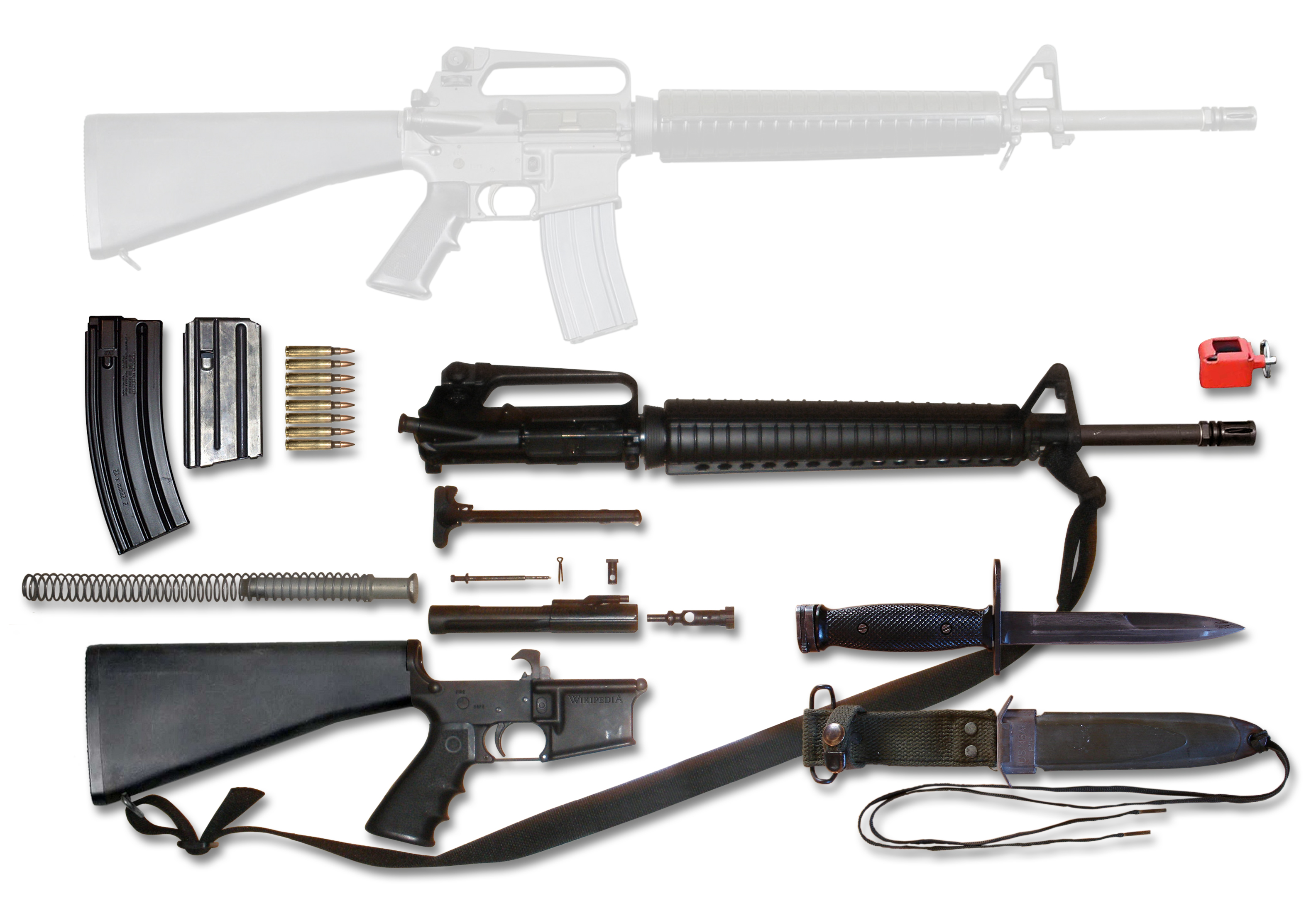
Display-Illustration eines zerlegten M16 (AR 15) mit weiterem Zubehör
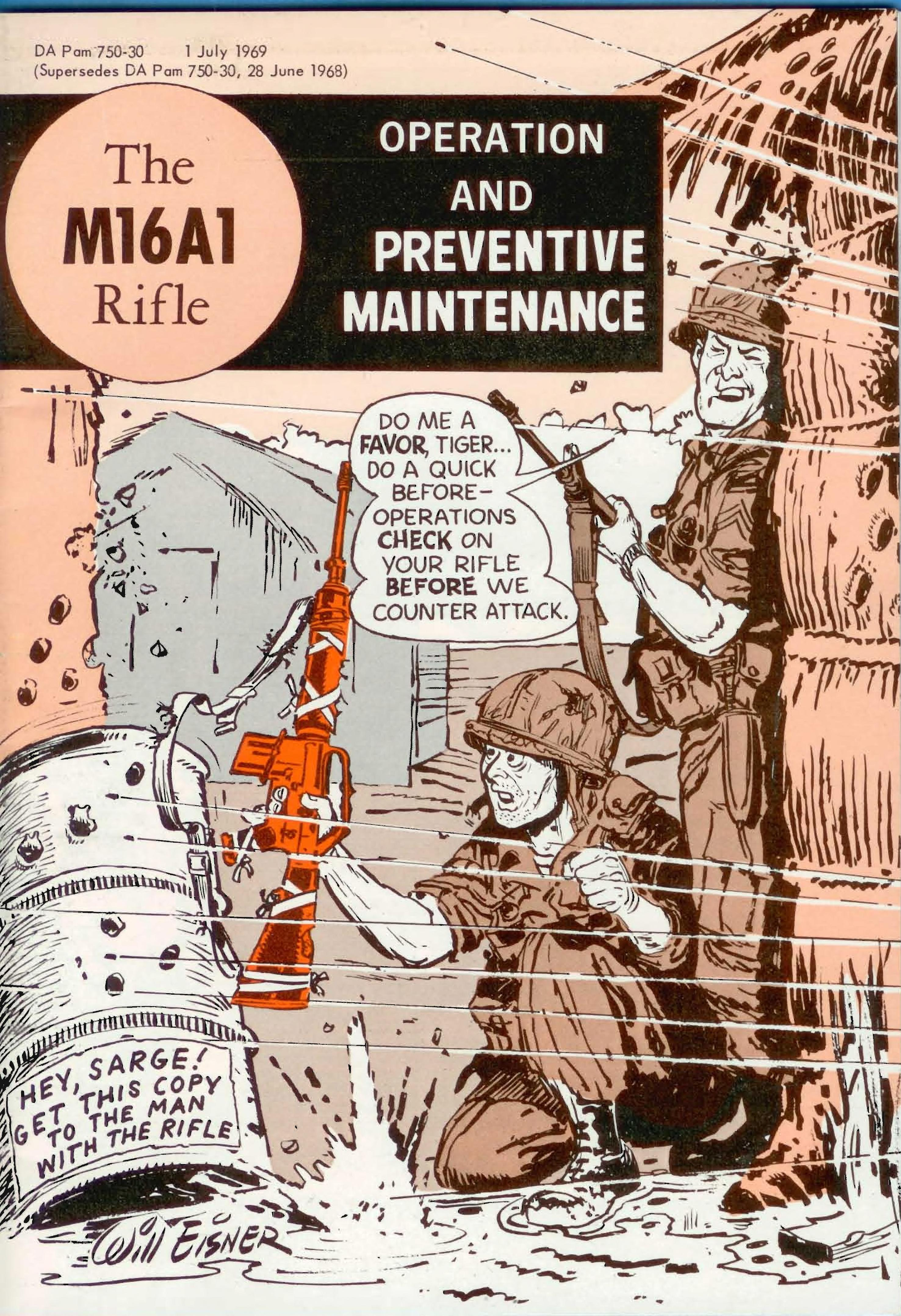
An GIs im Vietnamkrieg ausgegebene Anleitung zur Bedienung und Pflege der Waffe
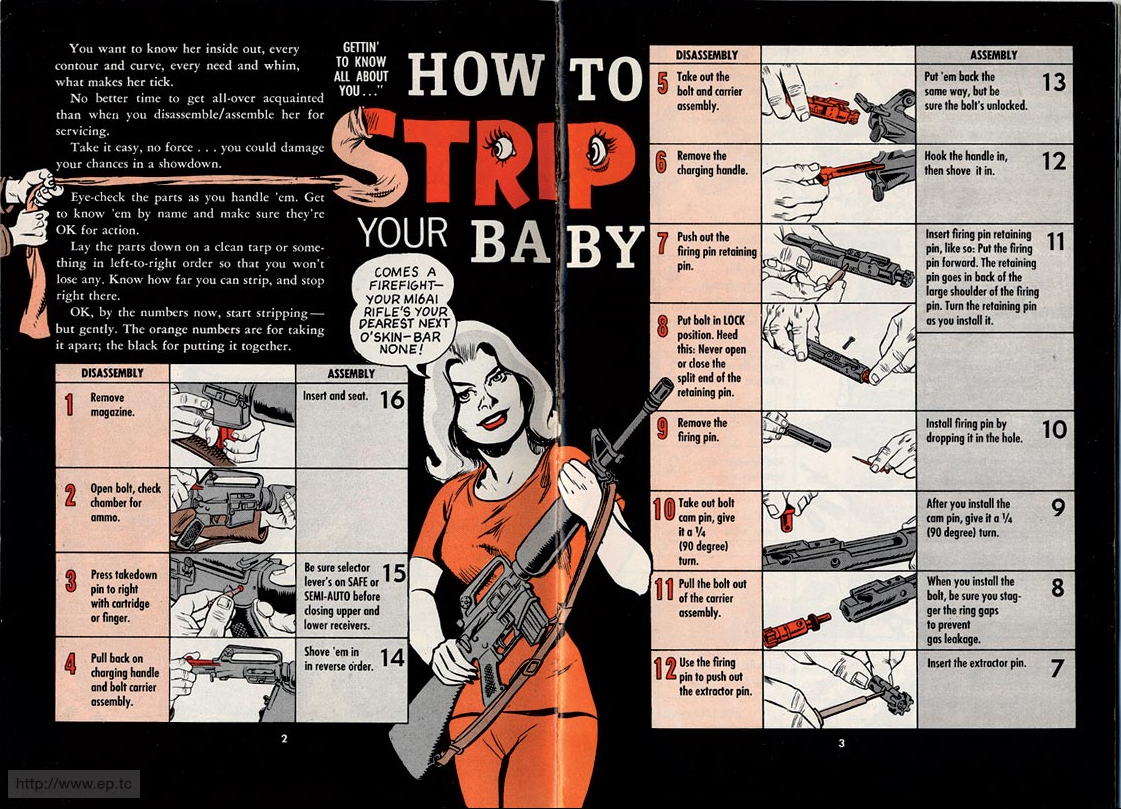
Doppelseite des M16-Manuals mit detaillierten Anweisungen
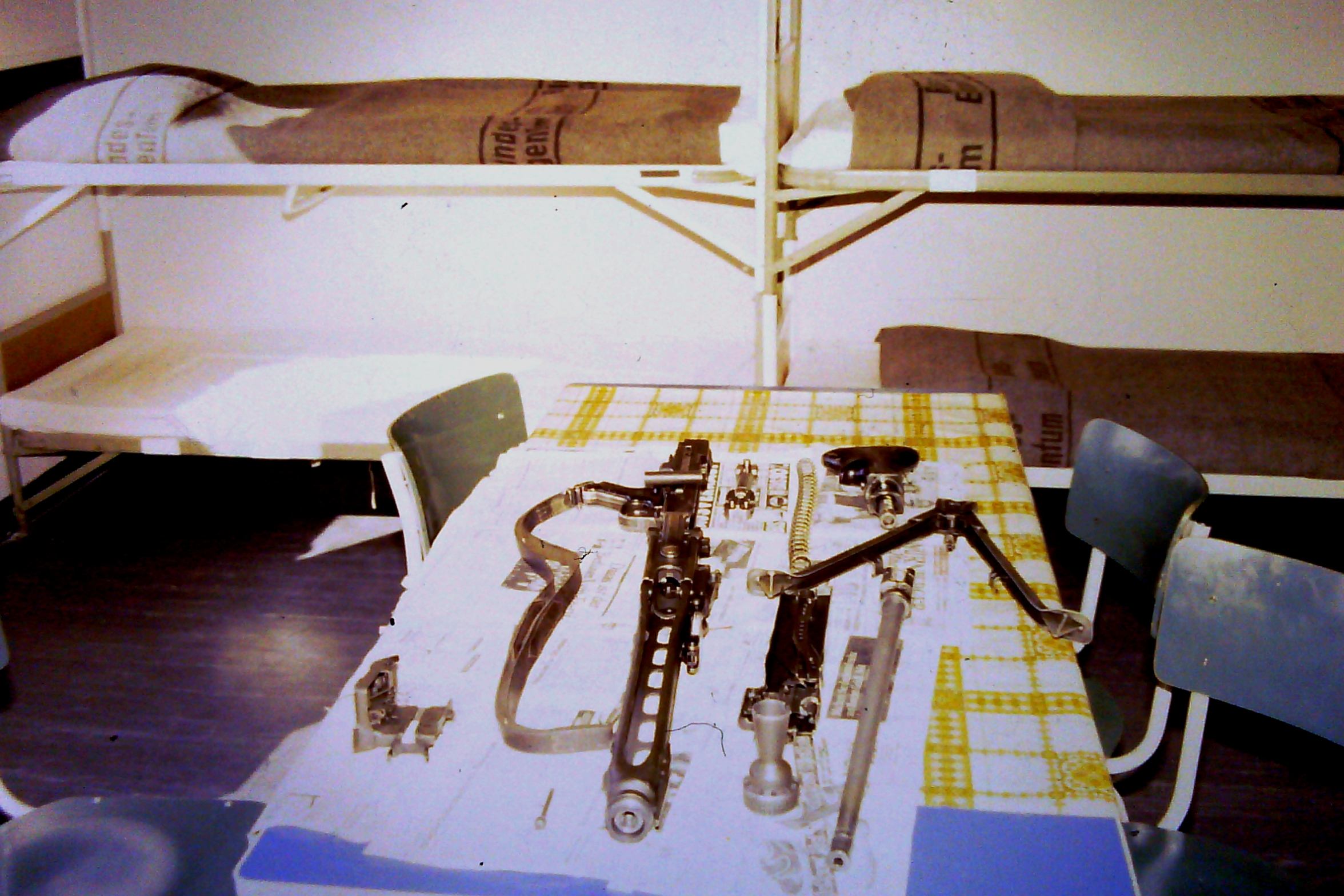
Der „Field strip“ muss nicht zwingend im Gelände durchgeführt werden: zerlegtes MG3 beim Waffenreinigen auf der Mannschaftsstube